# イナダヨシキリ

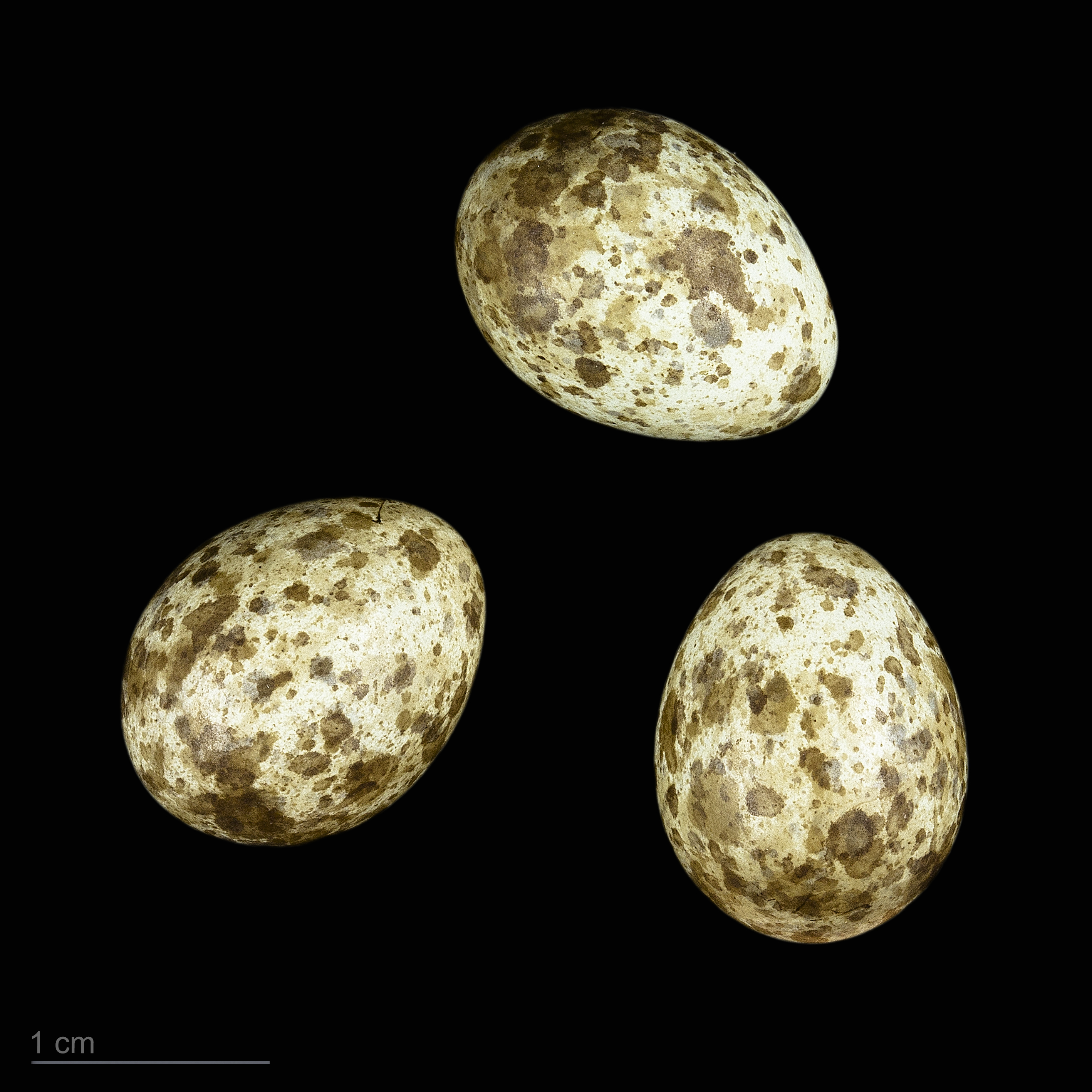
Acrocephalus agricola

イナダヨシキリ（学名：Acrocephalus agricola）は、スズメ目ヨシキリ科に分類される鳥類の一種である。